# 偶像大師 XENOGLOSSIA
《偶像大師 XENOGLOSSIA》是日昇動畫及Bandai Visual以《偶像大師》當原作所改編的動畫，實際上與大型電玩和XBOX360的原作遊戲為完全不同的作品，是一部機器人動畫，於2007年4月在日本放映，於同年9月撥畢。宣傳詞為「（想成為你的iDol）」。
由于是套取遊戲版角色原作进行改編，所以名詞上有很多不同之處。如「iDol」原作遊戲是指「偶像」，本動畫中则是「去除隕石用人形機器人」的通稱。不過劇情中後半段有出現「idol」和兩種意譯的「idol」作為使用；而「iDol Master」原作遊戲中是指「製作人（Producer，即玩家）」的最高稱號〔偶像大師〕，而本動畫中則是指上面所說的「iDol的操控者（Master）」。角色设定也做出大幅修改，并且没有沿用原有的声优设定。

## 角色

### 蒙登金特
蒙登金特（Mondenkind），德語「月的兒子」。由聯合國決議設置的組織。
天海春香（配音員：井口裕香）
Idol Master，本作的主人公，身高158cm、B83/W56/H80、16歲。以為參加偶像選拔參加了蒙登金特的面試。給IDOL「IMBER」看上而成為MASTER，在蒙登金特成立的歷史中，除了如月千早外，唯一能駕駛IMBER的MASTER。超不擅長理科科目。
萩原雪歩（配音員：堀江由衣）
天海春香的管制官，身高158cm、B88/W55/H83、16歲，實際為敵方組織托里亞比塔（トゥリアビータ）派來的間碟，亦是IDOL「NUBILUM」的MASTER之一。
水瀬伊織（配音員：田村由香里）
Idol Master，身高156cm、B77/W54/H79、16歲。原為IDOL「NEBURA」的後補MASTER，因為菊地真被拒絕而成為NEBURA的第三任MASTER，小時候曾與NEBURA有一面之緣。
菊地真（配音員：喜多村英梨）
Idol Master，身高163cm、B78/W56/H76、16歲。為IDOL「NEBURA」的第二任MASTER，不相信IDOL有感情。最後因為只視IDOL為工具而被NEBURA討厭而不能成為MASTER，轉投敵方組織托里亞比塔，成為IDOL「HIEMS」的MASTER。
双海亞美（配音員：名塚佳織）
身高148cm、B74/W53/H73、12歲。蒙登金特裏唯一的「調音師」。因為妹妹真美的意外事故而曾經離開蒙登金特。後來因為春香的遊說而再度加入蒙登金特。
双海真美（配音員：齋藤桃子）
双海亞美的雙胞胎妹妹，IDOL 「Tempestas」的MASTER。在IDOL的測試中身受重傷而被Tempestas帶到另一個空間療傷而失踪了一段長時間。
ジョセフ·真月（配音員：中多和宏）
課長。
三浦梓（配音員：櫻井智）
身高168cm、B86/W57/H84、20歲。為IDOL「NEBURA」的前MASTER（第一代MASTER），因為被NUBURA拒絕而不能再做MASTER，在故事中是蒙登金特擔任主任一職，進行培育MASTER的工作。
宗方名瀬（配音員：能登麻美子）
管制官，25歲。經常被課長指派寫事件報告書的工作。常被迫代替課長去總部處理麻煩事件。
鈴木空羽（配音員：高橋美佳子）
管制官，21歲。
大道楢馬（配音員：小野大輔）
管制官，23歲。蒙登金特日本分部裏除了課長外的唯一一名男性。
秋月律子（配音員：中原麻衣）
身高165cm、B87/W57/H83、18歲。IDOL整備組組長之一，也是春等人所住的宿舍「十六夜寮」的宿舍長。
源千佳子（配音員：進藤尚美）
26歲。IDOL整備組組長之一。
安原蛍（配音員：柚木涼香）
26歲。蒙登金特的醫生。
七草整備士
蒙登金特的IDOL整備組，秋月律子和源千佳子為組長，其下的組員被蒙登金特的工作人員通稱為七草整備士，總數為七人。
芹（配音員：柚木涼香）
薺（配音員：本多陽子）
（配音員：日下千尋）
繁縷（配音員：渡邊明乃）
（配音員：加藤英美里）
（配音員：ささきのぞみ）
蘿蔔（配音員：明坂聰美）
吉永（配音員：宮下榮治）
橫山（配音員：中博史）
佐藤（配音員：大西健晴）
朔響（配音員：竹若拓磨）
ネコ（配音員：上田陽司、宮下榮治、中博史）

### 托里亞比塔
蒙登金特的敵對組織，研究如何令IDOL跟人類合二為一的組織而搶奪IDOL。亦因為此曾發動「黎明紫色之月」事件。
如月千早（配音員：清水香里）
曾為蒙登金特的IDOL「IMBER」的MASTER，對IMBER視作情人看待，想跟IMBER成為一體而發動「黎明紫色之月」事件，但只成功搶奪了NUBILUM，成為NUBILUM的MASTER之一。
リファ（配音員：尤加奈）
托里亞比塔為了進行研究而製造的人工生命體，視テル·ロ·ウ為母親。
カラス（配音員：石田彰）
托里亞比塔的實權擁有者及司令。
テル·ロ·ウ（配音員：池田昌子）
托里亞比塔的創立者，也是提倡IDOL跟人類合二為一及IDOL開發的研究人員，但故事中已無實際權力，所有的權力已移交給カラス。
カイエン·ロ·ウ（配音員：竹村拓）
提倡IDOL跟人類合二為一及IDOL開發的研究人員之一。於「黎明紫色之月」事件之前已經死亡。

### 其他
高槻彌生（配音員：小清水亞美）
天海春香小時候的好朋友。
企鵝（配音員：草野徹）

## 機體
- PROMETHEUS1 IMBER

本作主角，駕駛員爲天海春香。
- PROMETHEUS2 NEBULA

駕駛員爲菊地真和水瀬伊織。
- PROMETHEUS3 NUBILUM

駕駛員爲如月千早和萩原雪歩。
- PROMETHEUS4 TEMPESTAS

駕駛員爲雙海亞美和雙海真美。
- PROMETHEUS5 HIEMS

駕駛員爲菊地真。
- EPIMETHEUS

人工量產iDOL，由AI操控，不需要駕駛員。

## 制作緣由
2005年「街機版 THE IDOLM@STER」剛開始時，運營方 NAMCO 不能預知市場接受度、在企劃時就想藉著跨媒體來宣傳「THE IDOLM@STER」。恰巧當時 NAMCO 正在和 Bandai 協調雙方合併。在此繁忙背景下，運營方 NAMCO 只向負責制作動畫、隸屬於 Bandai 的日昇動畫提出關鍵字「THE IDOLM@STER」，之後就完全放手讓日昇動畫自由發揮。日昇動畫在不了解 THE IDOLM@STER 是什麼的狀況下、將它做成己方擅長的機器人動畫。
遊戲運營方 NAMCO 接著因為忙著發展「Xbox 360版 THE IDOLM@STER」，無暇兼顧動畫的制作過程。運營方和動畫制作方真正碰面，是在動畫制作已經接近尾聲的「THE IDOLM@STER XENOGLOSSIA」第1話試映會時。後來只好將這部偏離「THE IDOLM@STER」旨趣、已經制作完成的動畫，按原定的日期在2007年播映。
符合「THE IDOLM@STER」旨趣、真正意義上的動畫版則是這之後2011年才播映。
在爱好者的流传中，也包括一些阴谋论的猜测，如日升动画也有计划制作偶像题材的作品、当时刚合并为Bandai NAMCO的Bandai方想展现威信，而借此毁掉这个题材。

## 制作人员
- 原案：NAMCO「THE IDOLM@STER」より
- 原作：矢立肇
- 監督：長井龍雪
- 系列构成：花田十輝
- 人物设定：竹内浩志
- 机械设定（iDOL）：阿久津潤一
- ゲスト机械设定：大河広行
- 剧集设定：青木智由紀
- 特殊設定：森田繁（日语：森田繁）
- 美術監督：德田俊之
- 色彩設計：横山さよ子
- 撮影監督：大石英勝
- 編集：関一彦
- 音乐：斉藤恒芳（日语：斉藤恒芳）
- 音响監督：鶴岡陽太
- 録音制作人：杉山好美
- 音乐制作人：井上俊次（日语：井上俊次）、佐保歌名世
- 制作人：古里尚丈（日语：古里尚丈）、轟豊太
- 企画・制作：日昇動畫
- 製作：日昇動畫、Bandai Visual

## 主題曲

### 片頭曲
微熱S.O.S!!（第2話～第15話）
作詞：畑亞貴
作曲：黑須克彦
編曲：大久保薫
演唱：橋本みゆき
残酷よ希望となれ（第16話～第25话）
作詞：畑亞貴
作曲、編曲：虹音
演唱：結城アイラ

### 片尾曲
作詞：こだまさおり
作曲、編曲：前澤寛之
演唱：Snow*

### 插入曲
（第2話、第5話、第7話、第8話、第9話、第13話、第15話、第16話）
歌：高槻やよい（小清水亞美）
作詞：畑亞貴
作曲：田代智一
編曲：菊谷知樹
LIVE for LOVE（第5話、第17話）
歌：天海春香（井口裕香）
作詞：畑亞貴
作曲、編曲：黑須克彦
（第13話）
歌：橋本みゆき
作詞：畑亞貴
作曲：黑須克彦
編曲：虹音
（第16話）
歌：天海春香（井口裕香）
作詞、作曲：rino、編曲：虹音

## 播放電視台
| 播放地域   | 電視台         | 播放日期                       | 播放時間             | 所屬電視網 |
| ---------- | -------------- | ------------------------------ | -------------------- | ---------- |
| 北海道     | 北海道電視台   | 2007年4月2日 - 9月24日         | 星期一 26:30 - 27:00 | TXN系列    |
| 近畿廣域圈 | 關西電視台     | 2007年4月3日 - 9月25日         | 星期二 26:23 - 26:53 | FNN系列    |
| 千葉県     | 千葉放送       | 2007年4月4日 - 9月26日         | 星期三 25:30 - 26:00 | 独立UHF局  |
| 埼玉県     | 埼玉電視台     | 2007年4月4日 - 9月26日         | 星期三 26:00 - 26:30 | 独立UHF局  |
| 神奈川県   | 神奈川電視台   | 2007年4月7日 - 9月29日         | 星期六 25:00 - 25:30 | 独立UHF局  |
| 福岡縣     | TVQ九州放送    | 2007年4月7日 - 9月29日         | 星期六 27:40 - 28:10 | TXN系列    |
| 中京廣域圈 | 中京電視台     | 2007年5月21日 - 10月1日        | 星期一 27:09 - 27:39 | NNN系列    |
| 全国放送   | @nifty         | 2007年4月9日 - 10月1日         | 每週星期一17:00更新  | 网络播放   |
| 全国放送   | AT-X           | 2007年5月21日 - 11月12日       | 星期一 10:30 - 11:00 | 衛星放送   |
| 全国放送   | チャンネルNECO | 2011年11月28日 - 2012年5月28日 | 星期一 24:30 - 25:00 | 衛星放送   |

## 评价
虽然套用偶像大师的名字和角色，但由于故事主题和游戏原作的主题有巨大差异，并且大幅改动角色设定和配置声优，作品推出后令爱好者大为震惊，而被视为该系列的黑历史。

## 策划衍生
由万代南梦宫娱乐 發行、SEGA Games 開發營運、B.B.STUDIO 負責監修及劇情製作的手機遊戲超級機器人大戰 X-Ω在2015年12月宣布添加该作的天海春香及其所驾驶的IMBER机器人作为游戏角色之一。

## 外部連結
- アイドルマスター XENOGLOSSIA （页面存档备份，存于）（日語）
- THE IDOLM@STER（日語）
- @nifty:アイドルマスター XENOGLOSSIA （页面存档备份，存于）（日語）